# 天突頑丈
天突 頑丈（てんつく がんじょう、1982年1月8日 - ）は、日本の男性総合格闘家。本名は宮坂 裕介（みやさか ゆうすけ）。埼玉県上尾市出身。PUREBRED大宮所属。

## 来歴
2002年9月29日、全日本アマチュア修斗選手権ウェルター級（-70kg）に出場し、3位入賞。
2003年5月30日の飛田拓人戦でプロ修斗デビュー。
2004年7月4日の鹿又智成戦は寝技で鹿又を攻略できず、ドローに終わった。
2005年7月30日の冨樫健一郎ではプロデビュー以来初黒星を喫した。12月17日は遠藤雄介と対戦し、判定勝利。
2006年6月11日、初出場したD.O.G.のエマニュエル・フェルナンデス戦ではパウンドを落とし続け、判定勝ちを収めた。10月14日の中蔵隆志戦は一進一退の攻防を演じ、引き分けとなった。
2007年2月17日には遠藤と再戦し、打撃で主導権を奪えずに遠藤のリベンジを許した。8月5日の廣田瑞人では1Rにダウンを奪い、判定で勝利した。
2008年5月3日、修斗世界ウェルター級王座決定戦で中蔵隆志と再戦し、打撃戦でリードを奪われ0-3の判定負けを喫し王座獲得に失敗した。
2009年2月28日、修斗で冨樫健一郎と4年振りに再戦し、判定負け。
2010年4月25日、吉田秀彦引退興行 〜ASTRA〜で中村大介と対戦し、判定負け。

## 戦績

### プロ総合格闘技
| 総合格闘技 戦績 | 総合格闘技 戦績 | 総合格闘技 戦績 | 総合格闘技 戦績 | 総合格闘技 戦績 | 総合格闘技 戦績 | 総合格闘技 戦績 |
| --------------- | --------------- | --------------- | --------------- | --------------- | --------------- | --------------- |
| 16 試合         | (T)KO           | 一本            | 判定            | その他          | 引き分け        | 無効試合        |
| 9 勝            | 2               | 0               | 7               | 0               | 2               | 0               |
| 5 敗            | 0               | 0               | 5               | 0               | 2               | 0               |

| 勝敗 | 対戦相手                     | 試合結果                | 大会名                                                                    | 開催年月日     |
| ×    | 中村大介                     | 5分3R終了 判定0-3       | 吉田秀彦引退興行 〜ASTRA〜                                                | 2010年4月25日  |
| ×    | 冨樫健一郎                   | 5分3R終了 判定0-2       | 修斗 SHOOTO GIG TOKYO Vol.1                                               | 2009年2月28日  |
| ×    | 中蔵隆志                     | 5分3R終了 判定0-3       | "修斗伝承 01" ROAD TO 20th ANNIVERSARY 【修斗世界ウェルター級王座決定戦】 | 2008年5月3日   |
| ○    | 廣田瑞人                     | 5分3R終了 判定3-0       | 修斗 SHOOTING DISCO 2 〜今夜はヒートアップ〜                              | 2007年8月5日   |
| ×    | 遠藤雄介                     | 5分3R終了 判定0-3       | 修斗 BACK TO OUR ROOTS 01                                                 | 2007年2月17日  |
| △    | 中蔵隆志                     | 5分3R終了 判定0-1       | 修斗                                                                      | 2006年10月14日 |
| ○    | 八隅孝平                     | 1R 2:46 TKO（パウンド） | 修斗                                                                      | 2006年9月8日   |
| ○    | エマニュエル・フェルナンデス | 5分3R終了 判定3-0       | D.O.G. VI                                                                 | 2006年6月11日  |
| ○    | マリウス・リアウケビュチス   | 5分2R終了 判定2-0       | 修斗                                                                      | 2006年3月24日  |
| ○    | 遠藤雄介                     | 5分3R終了 判定3-0       | 修斗                                                                      | 2005年12月17日 |
| ×    | 冨樫健一郎                   | 5分3R終了 判定0-3       | 修斗                                                                      | 2005年7月30日  |
| ○    | タクミ                       | 5分3R終了 判定3-0       | 修斗                                                                      | 2005年1月29日  |
| △    | 鹿又智成                     | 5分2R終了 判定0-0       | 修斗 下北沢修斗劇場 第9弾〜青春の門 鍛錬編〜                              | 2004年7月4日   |
| ○    | 松下直輝                     | 5分2R終了 判定2-0       | 修斗 SHOOTO GIG CENTRAL Vol.5                                             | 2004年3月28日  |
| ○    | 竹内コージ                   | 5分2R終了 判定3-0       | 修斗 下北沢修斗劇場 第7弾 〜若大将は誰だ!〜                               | 2003年10月31日 |
| ○    | 飛田拓人                     | 1R 4:11 TKO（パウンド） | 修斗 Shootor's Dream II                                                   | 2003年5月30日  |

### アマチュア総合格闘技
| 勝敗 | 対戦相手 | 試合結果            | 大会名                                            | 開催年月日    |
| ×    | 滝田将也 | 4分1R終了 判定21-23 | 全日本アマチュア修斗選手権 【ウェルター級 1回戦】 | 2001年9月24日 |

## 獲得タイトル
- 第9回全日本アマチュア修斗選手権 ウェルター級 3位（2002年）